# عمر دعيج
عمر دعيج محمد صالح علي محروفي (ولد في 4 نوفمبر 1993 في المنامة، البحرين) لاعب كرة قدم بحريني يجيد اللعب في مركز الوسط المحوري. يلعب حاليا لصالح المنامة البحريني منذ 2023.

## المسيرة الرياضية

### الأندية
في 1 يوليو 2011 تم تصعيد دعيج (17 سنة) إلى الفريق الأول بنادي الرفاع. في موسمه الأول 2011-2012 وفي بطولة الدوري الممتاز ساهم في تتويج فريقه بالبطولة بعدما تصدر الترتيب بفارق 7 نقاط عن وصيفه المحرق ليحقق دعيج أولى بطولاته مع الأندية. وفي بطولة كأس ملك البحرين ساهم في وصول فريقه إلى المباراة النهائية حينها خسر من المحرق 1-3. وفي بطولة كأس الخليج للأندية ساهم في احتلال فريقه المركز الثاني في المجموعة الرابعة خلف الوصل الإماراتي ومتقدما على فنجاء العماني وتأهل إلى الدور الربع النهائي حيث خسر خارج أرضه من العربي الكويتي 1-2.
في موسمه الثاني 2012-2013 وفي بطولة الدوري الممتاز ساهم في احتلال فريقه المركز الرابع بفارق 16 نقطة عن البطل البسيتين. وفي بطولة كأس ملك البحرين ساهم في وصول فريقه إلى المباراة النهائية حينها خسر من المحرق بركلات الترجيح. وفي بطولة كأس الاتحاد الآسيوي ساهم في احتلال فريقه المركز الثاني في المجموعة الأولى خلف الكويت الكويتي ومتفوقا على الصفاء اللبناني وريغار-تاداز تورسونزاده الطاجيكستاني وبالتالي تأهل إلى الدور 16 حيث خسر خارج أرضه من الفيصلي الأردني 1-3.
في موسمه الثالث 2013-2014 وفي بطولة الدوري الممتاز ساهم في تتويج فريقه بالبطولة بعدما تصدر الترتيب بفارق نقطة واحدة عن وصيفه المنامة ليحقق ياسر خامس بطولاته مع الأندية. وفي بطولة كأس ملك البحرين خرج من مباراته الأولى عندما خسر في الدور 16 من الرفاع الشرقي 0-1. وفي بطولة كأس الاتحاد البحريني ساهم في تتويج فريقه بالبطولة بعدما تغلب في المباراة النهائية على البحرين 2-0 ليحقق دعيج ثالث بطولاته مع الأندية. وفي بطولة كأس الاتحاد الآسيوي ساهم في احتلال فريقه المركز الثاني في المجموعة الرابعة خلف أربيل العراقي ومتفوقا على شباب الأردن الأردني وآلاي القيرغيزستاني وبالتالي تأهل إلى الدور 16 حيث خسر خارج أرضه من الكويت الكويتي 0-3.
في موسمه الرابع 2014-2015 وفي بطولة الدوري الممتاز ساهم في احتلال فريقه المركز الخامس بفارق 9 نقاط عن البطل المحرق. وفي بطولة كأس ملك البحرين ساهم في وصول فريقه إلى الدور النصف النهائي عندما خسر من الحد 0-2. وفي بطولة كأس السوبر البحريني خسر فريقه من الرفاع الشرقي بركلات الترجيح. وفي بطولة دوري أبطال آسيا خرج فريقه من مباراته الأولى عندما خسر خارج أرضه في الدور التمهيدي الثاني من السد القطري بركلات الترجيح لينتقل للعب في بطولة كأس الاتحاد الآسيوي حيث فشل فريقه في التأهل إلى الدور الثمن النهائي عندما احتل المركز الثالث في المجموعة الرابعة بفارق نقطتين عن صاحب المركز الثاني الكويت الكويتي.
في موسمه الخامس 2015-2016 وفي بطولة الدوري الممتاز ساهم في احتلال فريقه المركز الرابع بفارق 3 نقاط عن منطقة الهبوط. وفي بطولة كأس ملك البحرين ساهم في وصول فريقه إلى المباراة النهائية عندما خسر من المحرق 1-3. وفي بطولة كأس الاتحاد البحريني فشل فريقه في التأهل إلى الدور النصف النهائي عندما احتل المركز الثالث في المجموعة الأولى بفارق نقطة واحدة عن صاحب المركز الثاني الحد.
في موسمه السادس 2016-2017 وفي بطولة الدوري الممتاز ساهم في احتلال فريقه المركز الثاني الوصيف بفارق نقطتين عن البطل المالكية. وفي بطولة كأس ملك البحرين ساهم في وصول فريقه إلى الدور النصف النهائي عندما خسر من المحرق 0-1. وفي بطولة كأس الاتحاد البحريني فشل فريقه في التأهل إلى الدور النصف النهائي عندما احتل المركز الثالث في المجموعة الأولى بفارق 4 نقاط عن صاحب المركز الثاني البديع.
في موسمه السابع والأخير 2017-2018 وفي بطولة الدوري الممتاز ساهم في احتلال فريقه المركز السابع بفارق نقطتين عن منطقة الهبوط. وفي بطولة كأس ملك البحرين ساهم في وصول فريقه إلى الدور النصف النهائي عندما خسر من المحرق 1-3 في مجموع المباراتين.
في 1 يوليو 2018 انتقل دعيج (24 سنة) من الرفاع إلى البديع البحريني (الدوري الممتاز) بالإعارة لمدة موسم واحد. في موسمه الوحيد 2018-2019 وفي بطولة الدوري الممتاز ساهم في احتلال فريقه المركز التاسع قبل الأخير بفارق 4 نقاط عن صاحب المركز الثامن الحالة المؤهل إلى ملحق البقاء. وفي بطولة كأس ملك البحرين خرج فريقه من المرحلة الأولى عندما خسر في الدور 16 من المحرق 1-3 في مجموع المباراتين. وفي بطولة كأس الاتحاد البحريني فشل فريقه في التأهل إلى الدور النصف النهائي عندما احتل المركز الرابع في المجموعة الثالثة بفارق 3 نقاط عن المتصدر البحرين. في 30 يونيو 2018 انتهت الإعارة وعاد دعيج إلى الرفاع.
في 1 يوليو 2019 انتقل دعيج من الرفاع إلى الرفاع الشرقي البحريني (الدوري الممتاز) في صفقة انتقال حر. في موسمه الأول 2019-2020 وفي بطولة الدوري الممتاز ساهم في احتلال فريقه المركز الخامس بفارق 9 نقاط عن منطقة الهبوط. وفي بطولة كأس ملك البحرين ساهم في وصول فريقه إلى الدور الربع النهائي عندما خسر من الرفاع بركلات الترجيح بعد التعادل 3-3 في مجموع المباراتين. وفي بطولة كأس الاتحاد البحريني ساهم في وصول فريقه إلى الدور النصف النهائي عندما خسر من البسيتين 0-1.
في موسمه الثاني 2020-2021 وفي بطولة الدوري الممتاز ساهم في احتلال فريقه المركز الثاني الوصيف بفارق 10 نقاط عن البطل الرفاع. وفي بطولة كأس ملك البحرين ساهم في وصول فريقه إلى الدور النصف النهائي عندما خسر من الرفاع 1-2. وفي بطولة كأس الاتحاد البحريني ساهم في وصول فريقه إلى المباراة النهائية عندما خسر من المحرق 1-2.
في موسمه الثالث 2021-2022 وفي بطولة الدوري الممتاز ساهم في احتلال فريقه المركز السادس بفارق 7 نقاط عن منطقة الهبوط. وفي بطولة كأس ملك البحرين ساهم في وصول فريقه إلى المباراة النهائية حينها خسر من الخالدية بركلات الترجيح. وفي بطولة كأس الاتحاد البحريني فشل فريقه في التأهل إلى الدور النصف النهائي. وفي بطولة كأس الاتحاد الآسيوي ساهم في تصدر فريقه المجموعة الثالثة متفوقا على تشرين السوري والنجمة اللبناني وهلال القدس الفلسطيني ليتأهل إلى الدور النصف النهائي لمنطقة غرب آسيا حيث خسر على أرضه من الرفاع بركلات الترجيح.
في موسمه الرابع والأخير 2022-2023 وفي بطولة الدوري الممتاز ساهم في احتلال فريقه المركز التاسع بفارق 3 نقاط عن منطقة الأمان فانتقل إلى ملحق البقاء حيث استطاع المساهمة في تصدر فريقه دوري ملحق البقاء. وفي بطولة كأس ملك البحرين خرج فريقه من المرحلة الأولى عندما خسر في الدور 16 من الحد 0-1. وفي بطولة كأس الاتحاد البحريني فشل فريقه في التأهل إلى الدور النصف النهائي عندما احتل المركز الثالث في المجموعة الرابعة بفارق 4 نقاط عن المتصدر البحرين.
في 1 يوليو 2023 انتقل دعيج (29 سنة) من الرفاع الشرقي إلى المنامة البحريني (الدوري الممتاز) في صفقة انتقال حر.